# Korallenbohne
Die Korallenbohne (Kennedia rubicunda) oder Dunkle Purpurbohne bzw. Korallenwein ist eine Pflanzenart aus der Gattung Kennedia innerhalb der Familie der Hülsenfrüchtler (Fabaceae). 

## Beschreibung

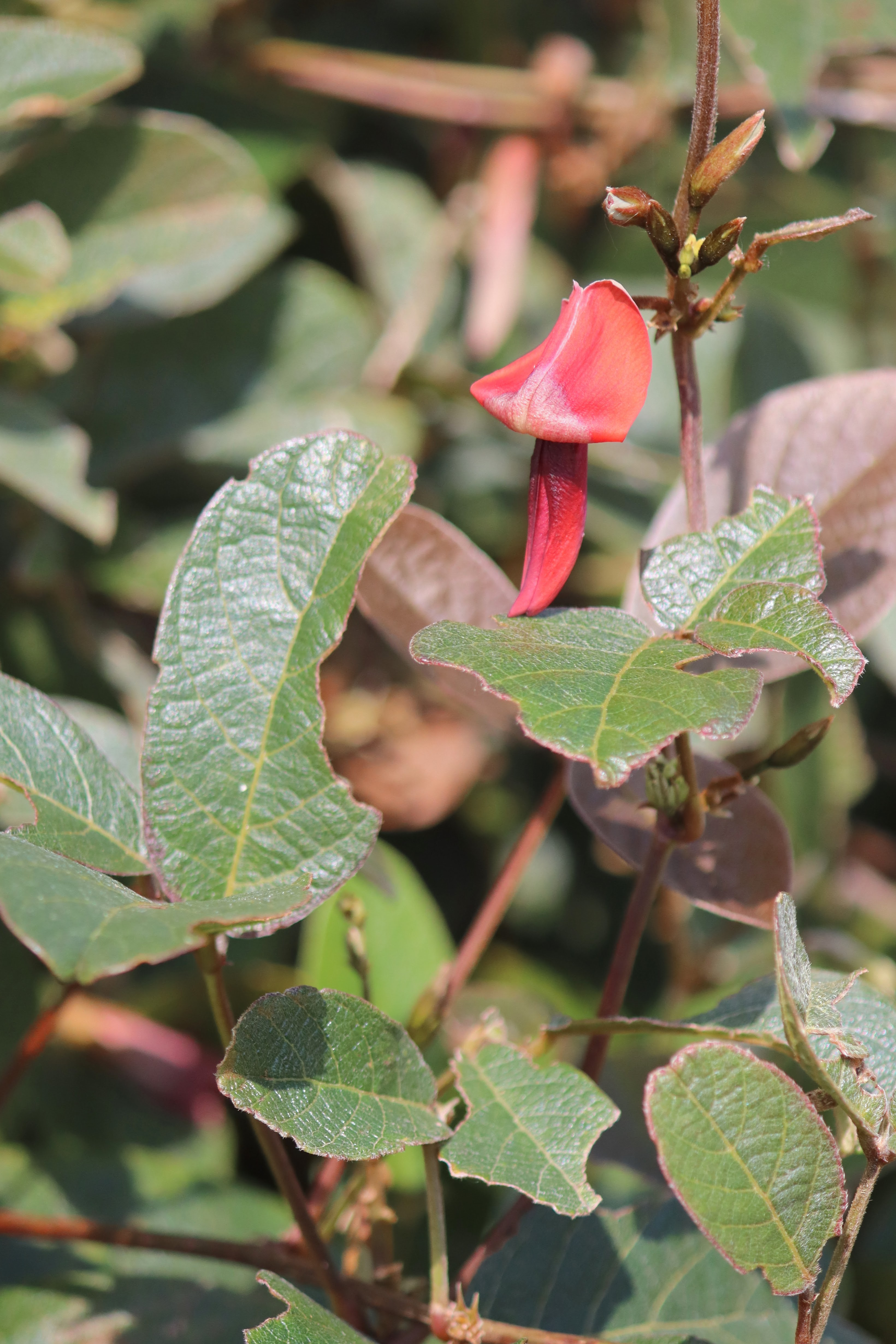
Laubblätter und Blüte

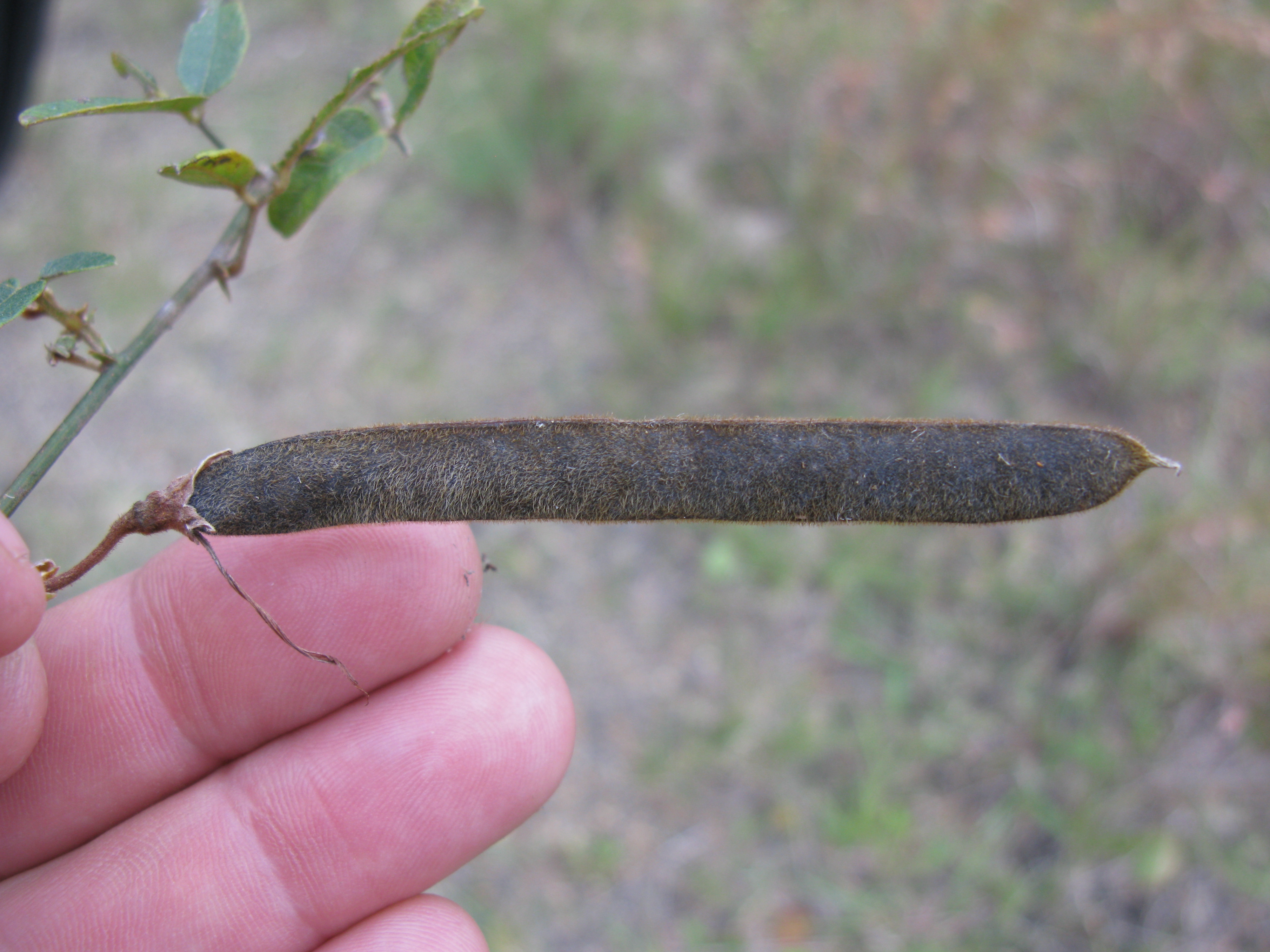
Hülsenfrucht

### Vegetative Merkmale
Kennedia rubicunda ist eine rasch wachsende, verholzende, manchmal niederliegende Kletterpflanze und erreicht Wuchshöhen von bis 4 Metern. 
Die wechselständig angeordneten Laubblätter sind in Blattstiel und -spreite gegliedert. Die Blattspreite ist dreizählig  unpaarig gefiedert. Die kurz gestielten, dunkelgrünen Fiederblättchen sind bei einer Länge von 3 bis 12 Zentimetern sowie einer Breite von 2 bis 8 Zentimetern eiförmig bis lanzettlichen, gelegentlich rundlichen ganzrandig. Es sind Nebenblätter und Nebenblättchen vorhanden.

### Generative Merkmale
Die Blütezeit reicht von Januar bis April. Die auffallenden Blüten befinden sich in hängenden, traubigen Blütenständen. Die dunkelroten Kronblätter sind in der Form von Schmetterlingsblüten angeordnet. Die Blütenstiele sind bis zu 15 Zentimeter lang.
Die zwittrige Blüte ist zygomorph und fünfzählig mit doppelter Blütenhülle. Die dicht rostig behaarten Kelchblätter sind bis zu 7 Millimeter. Die Krone ist 30 bis 40 Millimeter lang und etwa 15 Millimeter breit. Die Fahne ist zurückgelegt. Die zehn Staubblätter sind diadelpisch. Der Fruchtknoten ist behaart.
Die abgeflachten, geschnäbelten und behaarten, an den Samen leicht eingeschnürten Hülsenfrüchte sind 5 bis 10 Zentimeter lang.
Die Chromosomenzahl beträgt 2n = 22.

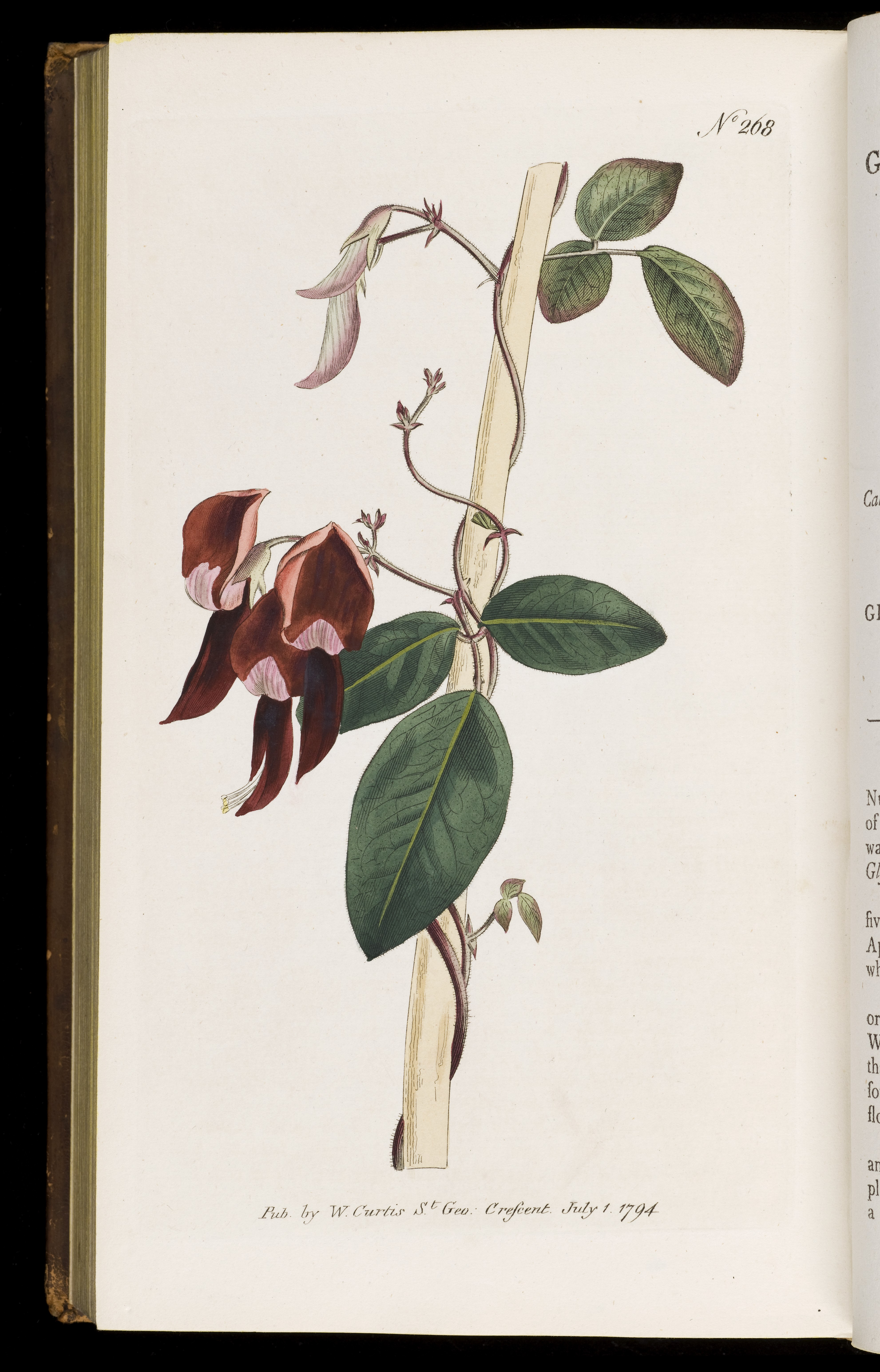
Illustration

## Ökologie
Nach Buschbränden wächst Kennedia rubicunda als eine der ersten Pflanzen wieder.

## Vorkommen
Kennedia rubicunda kommt im östlichen und südlichen Australien vor. Sie kommt weit verbreitet in den australischen Bundesstaaten Victoria, New South Wales und Queensland vor.
Man findet die Korallenbohne in einer Vielzahl von Lebensräumen, von der Küste bis in die Berge, in der Regel im Wald und in offenen Wäldern, besonders in Küstengebieten.

## Taxonomie
Die Erstveröffentlichung erfolgte 1793 unter dem Namen (Basionym) Glycine rubicunda durch George Voorhelm Schneevoogt in Icones Plantarum Rariorum, Tafel 28. Die Neukombination zu Kennedia rubicunda (Schneev.) Vent. wurde 1804 durch Étienne Pierre Ventenat in Jardin de la Malmaison veröffentlicht. Das Artepitheton rubicunda leitet sich vom lateinischen Wort rubicundus für ‚hochrot, „rotglühend“ nach der trübroten Blütenkrone ab.